# Henri Ier de Brandebourg
Henri Ier, né le 21 mars 1256 et mort le 14 février 1318, surnommé « Henri sans Terre » (Heinrich ohne Land), est un prince de la maison d'Ascanie, fils du margrave Jean Ier. Il fut corégent de la marche de Brandebourg avec Othon IV († 1308) et margrave de Landsberg de 1304 à sa mort.

## Biographie
Henri est le cinquième fils de Jean Ier (1213-1266), margrave de Brandebourg depuis 1220, issu du mariage avec sa deuxième épouse Jutte (1240-1287), fille du duc Albert Ier de Saxe.
Son père a partagé le pouvoir sur le marche de Brandebourg avec son frère Othon III ; conjointement, ils ont accéléré la colonisation germanique des peuples slaves (« Wendes ») étendant leur domination de l'Altmark loin à l'est jusqu'au pays de Lubusz, le foyer de la Nouvelle-Marche et des acquisitions suivantes au-délà de l'Oder. À la suite de la mort de son père, ses demi-frères aînés Jean II, Othon IV et Conrad Ier prennent la succession. Ce n'est qu'après le décès de Jean II qu'il reçut le pays de Delitzsch (Gelicz) au sein du margraviat de Landsberg, acheté du margrave Albert II de Misnie en 1291.

## Mariage et descendance
Vers 1298, Henri épouse Agnès de Wittelsbach († 1345 ; fille de Louis II), dont il a 3 enfants :
- Judith (1299-1326), épouse avant le 16 avril 1318 Henri II de Brunswick-Grubenhagen, dont elle est la première femme ;
- Sophie (1300-1356), héritière du margraviat de Landsberg et du comté palatin de Saxe épouse vers 1327 Magnus Ier de Brunswick-Lunebourg ;
- Henri II de Brandebourg (1302-1320).

## Source
- Anthony Stokvis, Manuel d'histoire, de généalogie et de chronologie de tous les États du globe, depuis les temps les plus reculés jusqu'à nos jours, préf. H. F. Wijnman, éditions Brill Leyde 1890-1893, réédition 1966, volume III, chapitre VIII « Généalogie des Margraves de Brandebourg. Maison d'Ascanie » . Tableau généalogique n° 7.